# Heteroconis monserrati
Heteroconis monserrati is een insect uit de familie van de dwerggaasvliegen (Coniopterygidae), die tot de orde netvleugeligen (Neuroptera) behoort. 
De wetenschappelijke naam Heteroconis monserrati is voor het eerst geldig gepubliceerd door Sziráki in 2001.